# Formica hirta
Formica hirta är en myrart som beskrevs av Johann Ludwig Christian Gravenhorst 1807. Formica hirta ingår i släktet Formica och familjen myror. Inga underarter finns listade i Catalogue of Life.